# Forabord

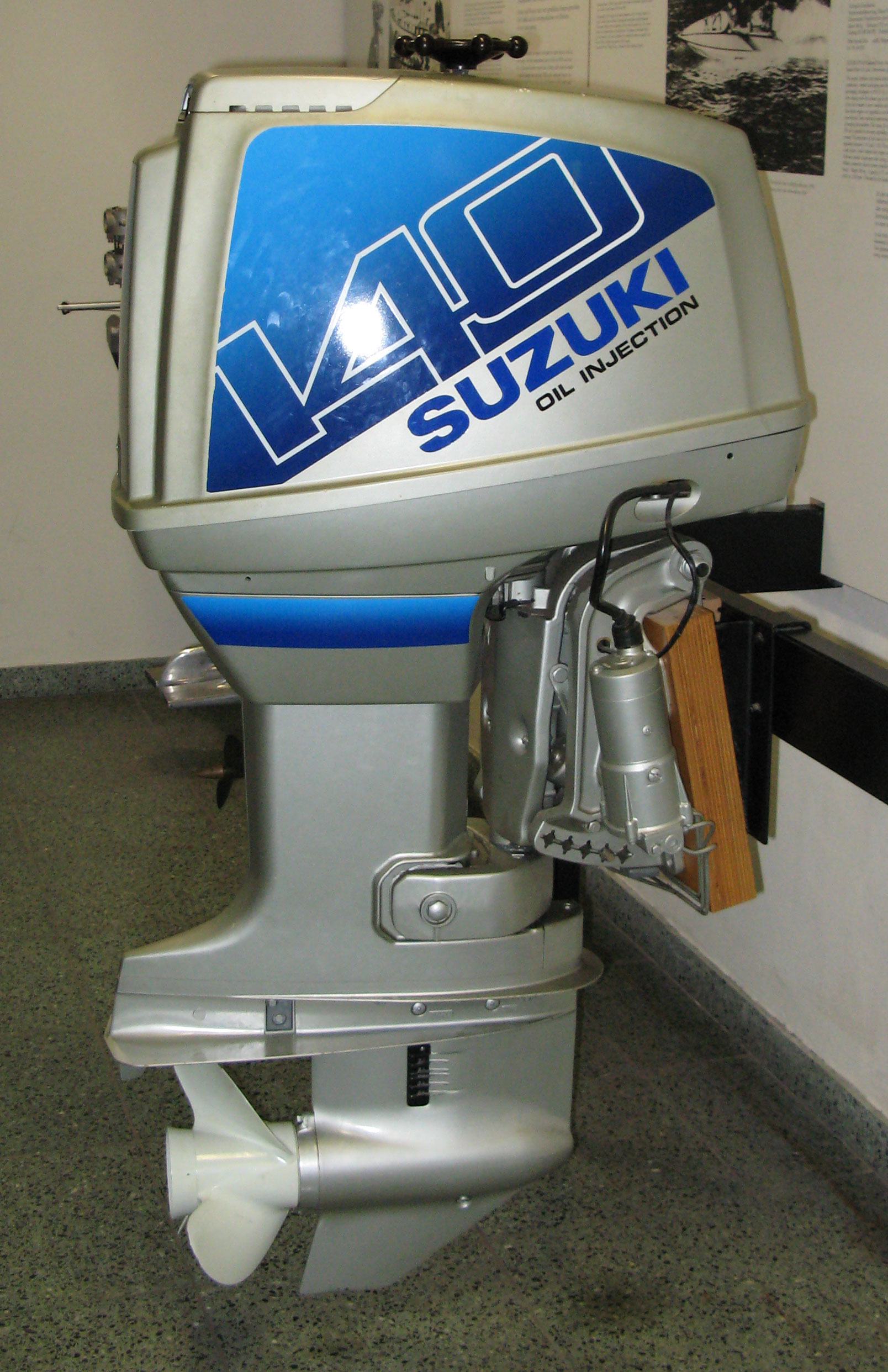
Forabord Suzuki

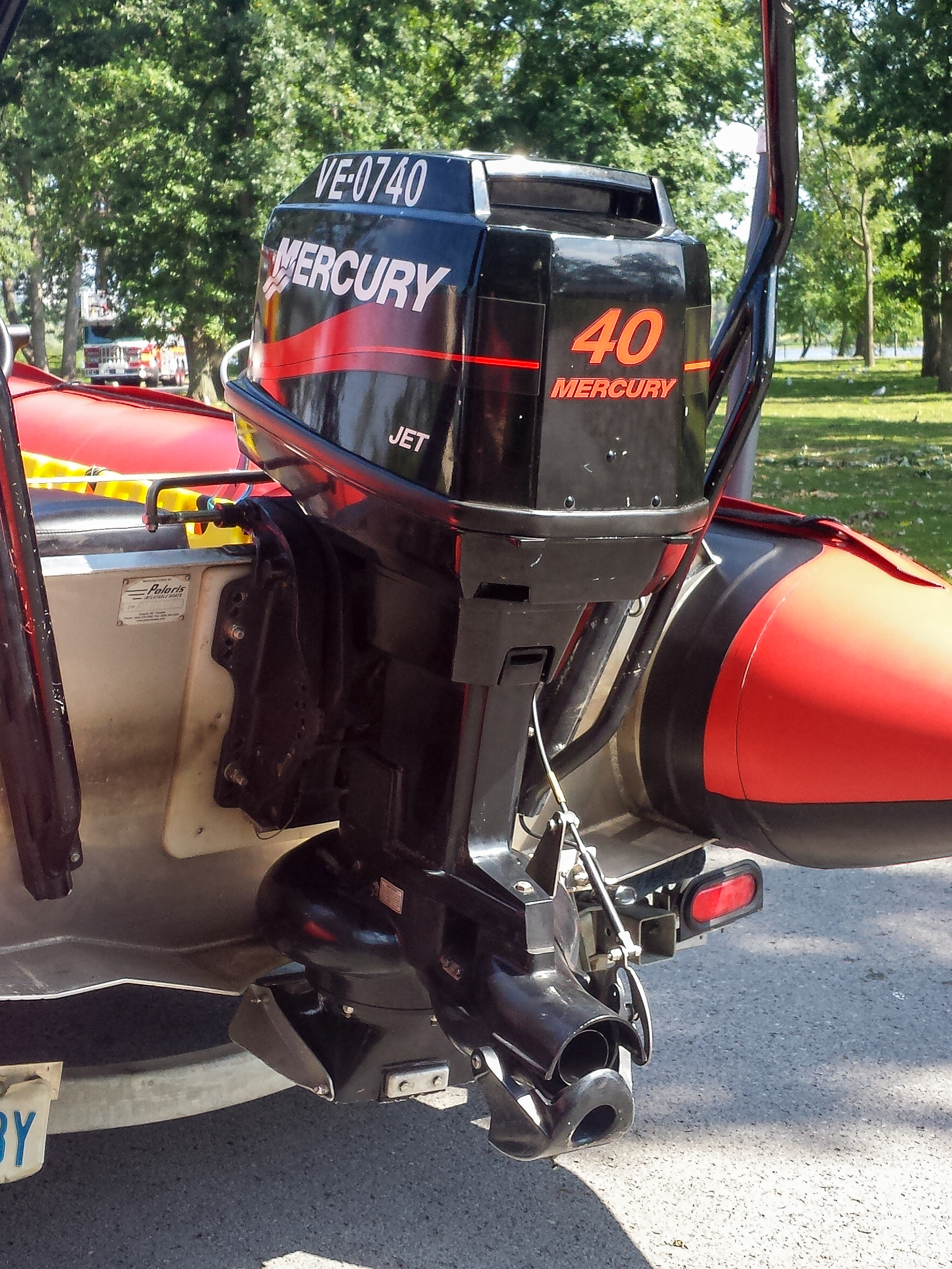
Forabord de reacció.

Un forabord és un sistema de propulsió utilitzat en embarcacions que sol anar adossat a l'espill. Conté, en un sol bloc, el motor d'explosió, la transmissió i l'hèlix que propulsa el bot. En certs motors (petits, generalment de menys de 10 CV), també contenen un dipòsit de combustible.
La seva potència varia de 0,5 a 350 cavalls en motors de 2 temps i 4 temps. La seva arquitectura va del monocilindre al motor V8. Els motors venuts a Europa són tots d'injecció directa i posseeixen un compressor de baixa pressió per a l'admissió d'aire i carburant.

## Propulsió
Generalment la potència es transmet mitjançant una hèlix. També hi ha alguns models que funcionen per reacció d'un raig d'aigua.

## Algunes marques
- Mercury Marine, del grup Brunswick Marine
- Evinrude i Johnson, de Bombardier Produits récréatifs (BRP)
- Yamaha
- Honda (principalment 4 temps)
- Tohatsu
- Selva
- Suzuki